# Skyy Howard
Skyy Howard (Dallas, 25 giugno 2001) è una pallavolista statunitense, centrale della UYBA.

## Carriera

### Club
La carriera di Skyy Howard inizia nei tornei scolastici della Carolina del Nord, a cui partecipa con la Mallard Creek HS. Dopo il diploma è di scena nella lega universitaria NCAA Division I, giocando per un quadriennio (2019-2022) con la North Carolina e poi per un'annata (2023) con la Colorado. Nel gennaio 2024 firma il suo primo contratto da professionista con il Voluntari, partecipando in Romania alla seconda parte della Divizia A1, aggiudicandosi lo scudetto.
Nella stagione 2024-25 approda in Italia, dove è di scena in Serie A1 con la UYBA.

## Palmarès

### Club
- Campionato rumeno: 1

2023-24